# Jelena Wladimirowna Kiper

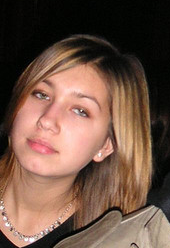
Jelena Kiper, 2005

Jelena Wladimirowna Kiper (russisch Елена Владимировна Кипер; * 7. September 1975 in Moskau) ist eine russische Musikproduzentin.
Von 1989 bis 1993 studierte Kiper Musik an einer Moskauer Musikschule, brach das Studium aber im vierten Jahr ab und wandte sich der Journalismusarbeit zu. Nach ihrer Arbeit als Reporterin bei verschiedenen Fernsehsendern verblieb sie schließlich beim Informationssender NTW. Während einer Reportage über die in Tschernogolowka angesiedelte Fabrikanlage des Getränkeherstellers OST im Jahre 1998, traf sie mit Iwan Schapowalow zusammen, der dort zum gleichen Zeitpunkt einen Werbespot für die Firma drehte. Schapowalow ermöglichte ihr als eine Liedschreiberin der Gruppe t.A.T.u. zu arbeiten, und Kiper war an der Entstehung von t.A.T.u.s größten russischsprachigen Hits Ja soschla s uma und  Nas ne dogonjat beteiligt. 2002 kam es zum Bruch zwischen Kiper und Schapowalow, unter anderem weil Schapowalow ihr eine Gewinnbeteiligung an den englischsprachigen Versionen der von ihr geschriebenen russischsprachigen Lieder verweigerte. Der zwei Jahre andauernde Rechtsstreit wurde zu Gunsten Kipers entschieden.
Danach gründete sie gemeinsam mit Oleg Borschtschewski die Gruppe Nitschja. In dieser war sie sowohl als Liederschreiberin als auch als Sängerin tätig. Nach der Veröffentlichung von zwei Alben löste sich das Duo kurz vor Erscheinen eines dritten Albums 2006 auf. 2004 wurde Kiper für All the Things She Said mit dem „BMI Pop Award“ ausgezeichnet, der ihre Tätigkeit als Liedschreiberin ehrte. 2005 erhielt sie den Preis erneut für Not Gonna Get Us. Seit der 2011 erfolgten Auflösung von t.A.T.u. setzt Kiper ihre Arbeit mit Julija Wolkowa im Zuge ihrer begonnenen Solokarriere fort, und agiert dabei erneut als Liedtexterin für russischsprachige Titel.